# Anders Ljungar-Chapelon
Anders Håkan Torsten Ljungar-Chapelon, född 31 maj 1955, är en svensk flöjtist.
Ljungar-Chapelon arbetar som professor i flöjtspel vid Musikhögskolan i Malmö/Lund universitet. Han har turnerat som solist på fem kontinenter och blir ofta inbjuden som gästlärare till olika akademier i Europa, Sydamerika, och Australien. Han är den första skandinaven som har undervisat på flöjtkonservatoriet i Paris.

## Utbildning
Ljungar-Chapelon har fått sin utbildning i Göteborg, Köpenhamn, Köln(kammarmusik för Amadeus kvartetten) och kanske framförallt Paris, där han studerade för flöjtisten Alain Marion. Efter utbildningen var han bosatt i Tyskland och Frankrike, där han arbetade som solist, orkestersoloflöjtist, kammarmusiker och pedagog. Förutom sina omfattande flöjtstudier har han även studerat och forskat inom pedagogik och är diplomerad Suzuki-pedagog.

## Flöjter
Ljungar-Chapelon spelar på en 24 karats guldflöjt. Han spelar även på en Flute d’Amour och en flöjt av trä. Dessa flöjter har specialtillverkats åt honom av Sankyo Flutes i Japan.
När Ljungar-Chapelon var i Paris tillsammans med sina elever från musikhögskolan i Malmö i början av 90-talet träffade han flöjttillverkaren Alain Weemaels. Han gav honom en bild och kort beskrivning från 1760-talet på hur en basflöjt (Basse de Traversière) ska tillverkas. Detta och tre år var allt Weemaels behövde för att färdigställa den. Denna nästan unika flöjt engagerade tre kompositörer och slutade med en CD-inspelning där Ljungar-Chapelon framför både gamla och nya musikstycken för basflöjt.